# Директор театру (опера)
«Директор театру»  (KV 486, нім. Der Schauspieldirektor) — одноактний зингшпіль Вольфганга Амадея Моцарта на лібрето Готліба Штефані.
Прем'єра відбулася 7 лютого 1786 у Відні.

## Історія створення
У 1786 р. імператор Йосип II влаштував музичне змагання: два перший композитора Відня, Моцарт та Сальєрі, отримали замовлення на твір опер. 7 лютого в палаці Шенбрунн були виконані опера Сальєрі «Спочатку музика, потім слово» на лібрето Дж. Б.Касти та опера Моцарта «Директор театру» на лібрето Г.Штефані. Перемога була присуджена Сальєрі.

## Ролі і перші виконавці
Прем'єра відбулася у Відні 7 лютого 1786 
|                             |               | Перша постановка 7 лютого 1786 |
| --------------------------- | ------------- | ------------------------------ |
| Франк, директор театру      | розмовна роль | Йоганн Готліб Штефані          |
| Ейлер, банкір               | розмовна роль | Йоганн Франц Ієронім Брокманн  |
| Буф, співак-комік           | бас           | Йозеф Вайдманн                 |
| Пан Фогельзанґ, співак      | тенор         | Йоганн Валентин Адамбергер     |
| Пані Герц, співачка         | сопрано       | Алоізія Вебер                  |
| Пані Зільберкланґ, співачка | сопрано       | Катаріна Кавальєрі             |
| Пан Герц, актор             | розмовна роль | Йозеф Ланге                    |
| Пані Пфайль, актриса        | розмовна роль | Анна Марія Штефані             |
| Пані Кроне, актриса         | розмовна роль | Йоганна Сакко                  |
| Пані Фогельзанґ, актриса    | розмовна роль | Анна Марія Адамбергер          |

## Синопсис
Директор театру Франк набирає в трупу співачок та акторів. Але кожний хоче бути в трупі першим та отримувати найкращі гонорари. У відповідь на загрозу Франка зупинити постановку всі погоджуються працювати дружно, об'єднавшись заради любові до високого мистецтва.

## Музичні номери
В опері всього чотири номери, не рахуючи увертюри, — дві віртуозні арії, терцет з великими сопранового соло (одне в темпі Adagio, інше в темпі Allegro, що також відображено в тексті) та «водевіль» (завершальний оперу куплетних фінал). Велике місце в опері займають драматичні сцени, що розігруються акторами-претендентами на місце в трупі. 
- Увертюра
- 1. Арія Пані Херц «Da schlägt des Abschieds Stunde»
- 2. Арія Пані Зільберкланг «Bester Jüngling»
- 3. Терцет (Пані Герц, Пані Зільберкланг, Пан Фогельзанг) «Ich bin die erste Sängerin»
- 4. Водевіль (Пані Герц, пані Зільберкланг, Пан Фогельзанг і Буф) «Schlussgesang Jeder Kunstler»

## Вибрана дискографія
- Гельмут Кох і Берлінський Камерний Оркестр (1968): Розмарі Реніш, Сільвія Гешті, Петер Шрайер, Херманн Крістіан Польстер.
- Карл Бем і Оркестр Дрезденської державної капели (1974): рері Гріст, Арлен Аугер, Петер Шрайер, Курт Молль.
- Леопольд Хагер та Зальцбурзький Моцартеум-Оркестр (1976): Ілеана Котрубас, Едіта Груберова, Петер ван дер Більт, Іштван Гаті.
- Джон Прічард та Віденський Філармонійний Оркестр (1991): Кірі Те Канава, Едіта Груберова, Уве Хайльманн, Манфред Юнгвірт.